# The Unforgettable Fire (single)
The Unforgettable Fire is een single uit 1985 van de Ierse band U2 van het gelijknamige album.

## Geschiedenis
Het nummer verscheen in april 1985 als vinyl single samen met de nummers Love Comes Tumbling, The Three Sunrises Basstrap en A Sort of Homecoming.
In Nederland was de plaat op vrijdag 24 april 1985 Veronica Alarmschijf op Hilversum 3 en werd een gigantische hit in de destijds drie hitlijsten op de nationale popzender. De plaat bereikte de 8e positie in zowel de Nederlandse Top 40 als de TROS Top 50. In de Nationale Hitparade werd de 4e positie bereikt. In de Europese hitlijst op Hilversum 3, de TROS Europarade, bereikte de plaat de 12e positie.
In België bereikte de plaat de 11e positie in de Vlaamse Ultratop 50 en de 12e positie in de Vlaamse Radio 2 Top 30.
Het nummer verscheen op de albums The Unforgettable Fire en de verzamel-cd The Best of 1980-1990 & B- Sides.
The Unforgettable Fire werd op 2 september 1984 in Auckland voor het eerst live gespeeld.
The Unforgettable Fire dankt zijn titel aan een tentoonstelling van schilderijen van overlevenden van de aanslagen op Hiroshima en Nagasaki. Deze schilderijen hangen in het Chicago Peace Museum, waaraan de band in 1983 een bezoek bracht.

## Hitnoteringen

### Nederlandse Top 40
| Hitnotering: 04-05-1985 t/m 29-06-1985 | Hitnotering: 04-05-1985 t/m 29-06-1985 | Hitnotering: 04-05-1985 t/m 29-06-1985 | Hitnotering: 04-05-1985 t/m 29-06-1985 | Hitnotering: 04-05-1985 t/m 29-06-1985 | Hitnotering: 04-05-1985 t/m 29-06-1985 | Hitnotering: 04-05-1985 t/m 29-06-1985 | Hitnotering: 04-05-1985 t/m 29-06-1985 | Hitnotering: 04-05-1985 t/m 29-06-1985 | Hitnotering: 04-05-1985 t/m 29-06-1985 | Hitnotering: 04-05-1985 t/m 29-06-1985 |
| Week:                                  | 1                                      | 2                                      | 3                                      | 4                                      | 5                                      | 6                                      | 7                                      | 8                                      | 9                                      |                                        |
| -------------------------------------- | -------------------------------------- | -------------------------------------- | -------------------------------------- | -------------------------------------- | -------------------------------------- | -------------------------------------- | -------------------------------------- | -------------------------------------- | -------------------------------------- | -------------------------------------- |
| Positie:                               | 34                                     | 23                                     | 13                                     | 11                                     | 8                                      | 8                                      | 10                                     | 14                                     | 21                                     | uit                                    |

### Nationale Hitparade
| Hitnotering:09-05-1985 t/m 04-07-1985 | Hitnotering:09-05-1985 t/m 04-07-1985 | Hitnotering:09-05-1985 t/m 04-07-1985 | Hitnotering:09-05-1985 t/m 04-07-1985 | Hitnotering:09-05-1985 t/m 04-07-1985 | Hitnotering:09-05-1985 t/m 04-07-1985 | Hitnotering:09-05-1985 t/m 04-07-1985 | Hitnotering:09-05-1985 t/m 04-07-1985 | Hitnotering:09-05-1985 t/m 04-07-1985 | Hitnotering:09-05-1985 t/m 04-07-1985 | Hitnotering:09-05-1985 t/m 04-07-1985 |
| Week:                                 | 1                                     | 2                                     | 3                                     | 4                                     | 5                                     | 6                                     | 7                                     | 8                                     | 9                                     |                                       |
| ------------------------------------- | ------------------------------------- | ------------------------------------- | ------------------------------------- | ------------------------------------- | ------------------------------------- | ------------------------------------- | ------------------------------------- | ------------------------------------- | ------------------------------------- | ------------------------------------- |
| Positie:                              | 4                                     | 6                                     | 7                                     | 12                                    | 18                                    | 21                                    | 23                                    | 33                                    | 50                                    | uit                                   |

### TROS Top 50
Hitnotering: 2 mei 1985 t/m 27 juni 1985. Binnen op #30. Hoogste notering: #8 (3 weken).

### TROS Europarade
Hitnotering: week 20 t/m 28 1985. Hoogste notering: #12 (1 week).

### NPO Radio 2 Top 2000
| Nummer met noteringen in de NPO Radio 2 Top 2000 | '00 | '01 | '02 | '03 | '04 | '05 | '06 | '07 | '08 | '09 | '10 | '11 | '12 | '13 | '14 | '15 | '16 | '17 | '18 | '19 | '20 | '21 | '22 | '23 | '24 |
| ------------------------------------------------ | --- | --- | --- | --- | --- | --- | --- | --- | --- | --- | --- | --- | --- | --- | --- | --- | --- | --- | --- | --- | --- | --- | --- | --- | --- |
| The Unforgettable Fire                           | 42  | 74  | 56  | 73  | 83  | 117 | 114 | 129 | 97  | 127 | 150 | 157 | 129 | 124 | 122 | 120 | 127 | 129 | 173 | 171 | 187 | 206 | 231 | 217 | 200 |

1. ↑  Een vetgedrukt getal geeft de hoogste notering aan.
2. ↑  2000 was het eerste jaar met een notering voor dit nummer.

Bono · The Edge · Adam Clayton · Larry Mullen jr.